# LGD Poëzieprijs
De LGD Poëzieprijs was een literaire prijs, die van 2006-2008 werd uitgereikt aan de winnaar van de Landelijke Gedichtenwedstrijd, die jaarlijks ter gelegenheid van Landelijke Gedichtendag. De prijs was bedoeld voor amateurdichters, en bestond uit een geldbedrag van 200 euro en een wisselbokaal, een kunstwerk van Jacques Sens. Deze wisselbokaal werd op 26 januari 2006 voor het eerst uitgereikt en was een idee van Look J. Boden.

## Jury
De jury bestaat doorgaans uit vijf mensen, afkomstig uit alle lagen van de bevolking (bijvoorbeeld een oudere, een jongere, een dichter, een lezer et cetera). In 2006 zaten zowel dichteres Diana Ozon als oud-bokskampioen Arnold Vanderlyde in de jury.
Voor 2008 heeft de Stichting LGD bekendgemaakt dat Dichter des Vaderlands Driek van Wissen in de jury zit.

## Winnaars
- 2006 - John Schoorl (geb. 1961)
- 2007 - Hannelly Krutwagen - Lemmens (geb. 1952)
- 2008 - Hannelly Krutwagen - Lemmens (geb. 1952)